# Watch Me Fall
Albums de Jay Reatard
Blood Visions
(2006)
Watch Me Fall est le deuxième et dernier album studio solo de Jay Reatard. Il sort en 2009 par Matador Records.

## Historique
Watch Me Fall est le premier album que l'artiste réalise chez Matador,. Il est publié le 4 août 2009. L'album dure 32,09 minutes.

## Réception
L'album reçoit des critiques positives.
Ainsi, froggydelight écrit : « Tel un sportif essayant de dépasser en permanence ses performances, Jay Reatard nous livre un album encore plus abouti, les mélodies sont percutantes, les risques musicaux sont permanents et mettent musiciens et auditeurs à rude épreuve. »"
Muzzart estime que l'album parvient à « séduire sur la durée, ne faiblissant pas une seconde, et signe là l’un des meilleurs disques de cette fin d’été » 
FP.Nightfall écrit : « voici une synthèse intéressante de punk anglais originel, de psyché, d’indie rock à la PIXIES et de garage ».

XSilence lui attribue la note moyenne de 15 sur 20.
La critique initiale de Watch Me Fall est positive. Metacritic, qui attribue une note normalisée, décerne à l'album une note moyenne de 76 sur 100, sur la base de 23 critiques grand public.
L'album est brièvement entré dans le Billboard 200 américain, culminant à la place 182.

## Liste des pistes
| No  | Titre                                 | Durée |
| --- | ------------------------------------- | ----- |
| 1.  | It Ain't Gonna Save Me                | 2:22  |
| 2.  | Before I Was Caught                   | 2:07  |
| 3.  | Man of Steel                          | 2:31  |
| 4.  | Can't Do It Anymore                   | 1:45  |
| 5.  | Faking It                             | 1:56  |
| 6.  | I'm Watching You                      | 3:46  |
| 7.  | Wounded                               | 2:36  |
| 8.  | Rotten Mind                           | 2:19  |
| 9.  | Nothing Now                           | 2:43  |
| 10. | My Reality                            | 2:43  |
| 11. | Hang Them All                         | 3:40  |
| 12. | There Is No Sun                       | 3:49  |
| 13. | Tiny Little Home (iTunes bonus track) | 1:44  |

## Musiciens
- Jay Reatard – chant et tous les instruments, sauf :
- Billy Hayes – batterie sur les pistes 6, 7, 8, 11
- Jonathan Kirkscey – violoncelle sur les pistes 11, 12